# Microthereva
Microthereva är ett släkte av tvåvingar. Microthereva ingår i familjen stilettflugor.
Kladogram enligt Catalogue of Life:
| Microthereva | \| \| Microthereva argentiventris \| \| \| \| \| \| Microthereva variventris \| \| \| \| |
|              | \| \| Microthereva argentiventris \| \| \| \| \| \| Microthereva variventris \| \| \| \| |
|              | Microthereva argentiventris                                                              |
|              |                                                                                          |
|              | Microthereva variventris                                                                 |
|              |                                                                                          |